# Iraida Abubakirowna Achatowa
Iraida Abubakirowna Achatowa (russisch Ираида Абубакировна Ахатова; * 10. Januar 1946 im Dorf Mullino, Baschkirische ASSR) ist eine sowjetische bzw. russische Agraringenieurin, Pferdezüchterin und Hochschullehrerin.

## Leben
Ab 1964 arbeitete Achatowa als Chirurgin in medizinischen Einrichtungen und im Helminthologie-Laboratorium der Baschkirischen Filiale der Akademie der Wissenschaften der UdSSR. Daneben studierte sie am Baschkirischen Agrar-Institut in Ufa mit Abschluss 1977.
Ab 1978 war Achatowa wissenschaftliche Mitarbeiterin des Pferdezucht-Laboratoriums des Baschkirischen Forschungsinstituts für Tierhaltung und Futtermittelproduktion. Sie verteidigte 1987 ihre Dissertation über Züchtung mit genetischen Linien und Familien zur Verbesserung der Milchleistung baschkirischer Pferde mit Erfolg für die Promotion zur Kandidatin der Agrarwissenschaften.
Am Allrussischen Forschungsinstitut für Genetik und Züchtung in der Agrartierhaltung in Puschkin verteidigte Achatowa 1995 ihre Doktor-Dissertation über die züchterisch-genetischen Grundlagen der Steigerung der Milchleistung von Pferden der baschkirischen Art mit Erfolg für die Promotion zur Doktorin der Agrarwissenschaften. Darauf war sie wissenschaftliche Sekretärin des Baschkirischen Wissenschaftszentrums der Russischen Akademie der Agrarwissenschaften.
Ab 1999 leitete Achatowa den Lehrstuhl für Tierzucht der Baschkirischen Staatlichen Universität für Agrarwissenschaften (BGAU) in Ufa und wurde 2004 Professorin des Lehrstuhls für Veterinär- und Gesundheitsbegutachtung der BGAU. Von 2006 bis 2016 war sie wissenschaftliche Sekretärin der Abteilung für Biologische und Agrarwissenschaften der Akademie der Wissenschaften der Republik Baschkortostan, deren korrespondierendes Mitglied sie 2012 wurde.

## Ehrungen, Preise
- Silbermedaille der Ausstellung der Errungenschaften der Volkswirtschaft der UdSSR (zweimal)
- Erfinderin der UdSSR (1991, 1992)[2]
- Ehrenurkunden des Ministeriums für Landwirtschaft der Republik Baschkortostan, der Russischen Akademie der Agrarwissenschaften und der Akademie der Wissenschaften der Republik Baschkortostan
- Verdiente Wissenschaftlerin der Republik Baschkortostan (1999)[2]
- Medaille des Verdienstordens für das Vaterland II. Klasse (2011)[5]